# 哈罗德·加芬克尔
哈罗德·加芬克尔（Harold Garfinkel，1917年10月29日—2011年4月21日）是美国社会学家、常人方法学学者、洛杉矶加州大学荣休教授。他为常人方法学（ethnomothodology, EM）奠定了基础并进一步发展之，使其成为社会学调研工作的一个领域，声名卓著。加芬克尔对社会学的贡献集中在书籍《常人方法学研究》中，这本书是论文集，汇集有一系列发表于1967年的文章，也有早前发表的一些工作。后来加芬克尔未发表的材料经过挑选集结成两部选集《用社会学的眼光看》（Seeing Sociologically）《常人方法学纲要》（Ethnomethodology’s Program），他另外编辑有一本有关的《工作论文集》，内容是他的学生所作。

## 人物小传

### 早年生活与教育背景
哈罗德·加芬克尔生于新泽西州纽瓦克，长于犹太裔家庭，在当地度过童年。他的父亲是家具商，本希望儿子能跟随他投身家族事业，但在帮助父亲营生的同时，哈罗德到纽瓦克大学（今罗格斯大学纽瓦克校区）报到，学习会计学。纽瓦克大学的课程主要由哥伦比亚大学的研究生讲授，他们带来的理论进路在之后导引了加芬克尔的研究方向。毕业后的夏天，加芬克尔志愿到佐治亚州科妮莉亚参与贵格会的劳动夏令营，和背景不同，志趣各异的学生一同工作，这段经历也影响了他日后以社会学为志业的抉择。在佐治亚投身义工活动时，加芬克尔得知北卡罗来纳大学有社会学项目。这一项目特别注重公共工程的课题，正和加芬克尔所参与的事业相似。
1942年，加芬克尔在霍华德·奥杜姆指导下写成学位论文，于北卡罗莱纳大学教堂山分校完成了硕士学业，学位论文的主题则是种族间凶杀。期间他还曾写作短篇小说，1940年初次发表于《机遇》（Oppotunity）杂志上。小说的标题是《肤色难题》（Color Trouble），讨论了遭到种族隔离的黑人女性群体在弗吉尼亚州乘公共汽车出行时受到苦难的故事。加芬克尔的这篇短篇小说有现实原型，是人权律师兼活动家保莉·穆雷与室友阿德琳·麦克比恩（Adelene McBean），小说就基于二人从华盛顿特区到北卡州达勒姆的旅途经历写作，达勒姆是穆雷童年生长的地方。

### 哈佛社会关系系
1946年时哈佛大学在多个科系之间新组建了社会关系系（Department of Social Relations），加芬克尔进入这一新创不久的科系学习，结识塔尔科特·帕森斯。帕森斯研究分类与概括，也强调这些内容，然而加芬克尔则更注意具体细节的描述。「令加芬克尔与帕森斯其他学生和同事有所区别的地方在于他特别致力于经验研究（empirical studies）。比起问些例如支撑家庭结构必须有什么样的规范网络（normative network）之类的问题，加芬克尔会问『有些什么规范网络？』或者『有没有什么规范网络？』」帕森斯在哈佛努力攻读学位的同时，社会学家威尔伯特·莫尔邀请他到普林斯顿大学参与组织行为学课题。加芬克尔接受邀请，在普林斯顿执教两年。这段经历又使他得以接触当时行为科学、信息科学、社会科学界最杰出的一些学者，其中有格雷戈里·贝特森、肯尼斯·伯克、保罗·拉扎斯菲尔德、弗雷德里克·莫斯泰勒、菲利普·塞尔兹尼克、赫伯特·赛门、约翰·冯·诺伊曼等人。1952年，加芬克尔完成博士论文《他者的感知：社会秩序的研究》（The Perception of the Other: A Study in Social Order）。
从哈佛取得博士学位后，加芬克尔受邀在1954年美国社会学学会一次会议上讲话，发明了一个术语，所谓「常人方法学，这后来也成为他研究的主要重点」。另外当年他加入洛杉矶加州大学的社会学系。1963年至1964年间，加芬克尔在自杀科学研究中心担任研究员。其后在1975年至1976学年度，又在行为科学高等研究中心工作。在之后岁月中，加芬克尔于1979年至1980年在牛津大学任访问学者；1995年获得美国社会学学会颁发的库利-米德奖，以表彰他对有关领域的贡献；1996年加芬克尔得到诺丁汉大学的荣誉博士学位。加芬克尔在1987年从正式退休，直到2011年4月21日于洛杉矶去世，都是该校的荣休教授。

## 学术影响
加芬克尔醉心于帕森斯对社会秩序的研究。帕森斯曾经试图为社会秩序（例如，我们如何解释在社会中所亲历得知的秩序？）的问题给出解答，通过这样为社会学的研究奠定学术基础。帕森斯从早前社会学理论学者（如马歇尔、帕累托、涂尔干、韦伯等人）的成果出发，假定所有的社会行动都能够借助一套「行动参照系」（action frame）的术语加以理解，这套行动参照系包含许多要素（行动者、目的或指向的未来事态、行动发生所处的周围处境及其「规范性取向」）。行动者在可能的结果之间选择，选择的不同能导致前述的各种结果，而规范性的标准则限制着哪些选择看来可以有效。按照帕森斯的说法，行动者自己引导着自己，所依据的方式「与科学家相类似……他的知识就是其行动的主要的决定因素」。所谓秩序，从这种观点看来则并不是自上而下强加的，而是自行动者作出的理性选择中化生的。帕森斯就寻求建立起一个理论框架，以理解社会秩序如何通过这些选择而得以建成。
常人方法学并不是为取代帕森斯所推重的形式化分析而设计的。加芬克尔曾明确承认两种研究纲领「不一样又无可回避地有关系」。二者都追求为社会生活作出记述，但所问的问题种类并不相同，制定的主张也大为相异。以形式化纲领开展工作的社会学家奋力提出客观的（换言之，所谓非指示性的）主张，与自然科学中提出的主张大体相似。为做到这一点，这些社会学家就必须采用一套理论结构，预先对社会世界的形态作出定义。加芬克尔的目的则不同于帕森斯及其前后的大批社会学家，他不着眼于构建表述又一个解释体系。对于社会学的种种理论推导，加芬克尔统统表示「不感兴趣」。由此不通过理论的镜片观照社会实践，加芬克尔追求直接探索社会世界，用详尽的细节描述其在地生成的各样行为。涂尔干曾有名言表示「社会事实客观的真实性就是社会学的基本准则」，而加芬克尔将「准则」改为「现象」，这就标志着社会调查出现了一条不同的进路。按照加芬克尔的展望，社会学的任务在于组织调研，钻透涂尔干所谓社会现实是如何带入现实之中的。这样的结果，则是社会调查的一种「选择全新、不相对称、没有共同标准的」研究纲领。
欧洲学者阿尔弗雷德·舒茨与加芬克尔相识，向他介绍了社会理论、心理学与现象学中新出现的一些理念。与帕森斯相近，舒茨也关心为社会科学研究建立坚实基础之类的事。然而，对于帕森斯所谓社会中的行动者必举止理性的假设，舒茨却有意见。对于「自然心态」下的理智和科学的理智，舒茨作了区分。科学学者的理智建立在平日的常识之上，但此外还要有「对理性状态的假定」。科学的理智在这些人的主张和总结（例如形式逻辑规则的应用、概念清晰度的标准、同业已广泛接受的科学「事实」之间的协调共存）之上加了特别的要求，这就引出社会科学研究两项重要的推论。首先，社会学学者像帕森斯建议的那样以科学的理智为镜片，这样观照人类的日常生活并不恰当，因为这两种理性本有区别。另外，传统所谓科学的主张和常识的见识之间相差悬殊，这种说法也无由存续了，因为科学观察两种理性都要动用。由此社会科学的学者面前亮起了红灯，因为这些学科从根本上说就是要从事对某些共有见识的研究，由这些见识能构成社会一天天运作的基础。则一旦概念构架被常识的种种范畴和理性玷染，没有摆脱的希望，对于平日的理智，又何以作出超然而客观的主张？

### 常人方法学的根基
加芬克尔在尝试分析1945年芝加哥一起案件后陪审团作的讨论时，萌发了常人方法学的概念。当时他试图理解陪审员之所以明白如何按陪审员的方式做事，经过了怎样的途径。在尝试着理解陪审员们的举止后，加芬克尔发明了术语「常人方法学」，可以用来描述人们是怎样用不同的方法而能了解他们所生活的社会。通过对常人方法学的钻研，加芬克尔发现，为了解所生活的社会，人们用的种种方法与他们的自然心态紧紧相连。加芬克尔的主要观点是，一旦隔着社会学的镜片思考，社会学学者在想法解释情境中发生了什么事时，就只会考虑表面的资料（社会事实）来解释这些情境。加芬克尔用这一点强调常人方法学与经典社会学以及涂尔干的思想有何等不同。在经典社会学中，就更常用惯例习俗之类表面的资料解释情境，而不甚用个人的情况。

#### 有关理性
加芬克尔吸取了舒茨对帕森斯提出纲领的批判，尝试另找一种方式表达社会秩序的问题。社会的参与者如何自行安排到一起，社会秩序就正如何从中产生。对情境的感知也就从参与者的互动中浮现。加芬克尔写道：「任何社会场景（都可以）看作是自己组织的，之所以这样看，是与场景自身表象能够被人理解的特征有关，它要么是某种社会秩序的代表，要么是证据」。社会生活的无序由此就从社会成员时时刻刻的所作所为中产生出来，而常人方法学的任务则是要阐述这种作为是怎么做成的。加芬克尔又写道：「井然妥当地安排好了的成员，他们一直都得忙着去决定、去认知、去促请、去讲清楚（他们的行动中）那些理性的，换言之要么自成一体、要么连贯、要么选好、要么周密、要么行得通、要么讲条理、要么有见识的那些特征」。粗加审视，这同帕森斯提出的内容似乎没有多少区别，然而二者对理性的看法却不一致。对加芬克尔来说，社会的特征并不由某种强加的理性标准支配，无论标准是科学的还是其他什么。
对于加芬克尔来说，社会成员怎样打造他们时时刻刻的互动，理性就正是在这种互动中、正是以这样的方式在社会的当地自发产生的成果。他写道：
不将理性这类特质当作有条理的规范，用来阐释各种行动这样处理，而会将它当作经验上充满问题的材料来对待。理性的地位会和数据一样，而行为举止之中更让人熟悉的那些特质，它们如何记述，理性就要以一样的方式记述。
在1967年加芬克尔出版的书籍《常人方法学研究》中〈科学与常识活动的理性特质〉一章里，作者围绕根据人们行为的方式，「理性」这一术语如何具备了多样的含义这一问题展开了讨论。加芬克尔提到了舒茨论述理性问题的论文，也提到后者对理性这一术语多样的表达。加芬克尔一一论述这些「理性」和所发生的「行为」如下：
1. 分类与比较：「有时理性指的是这样的情况，人在两个情境间按可以比较的方法搜寻；有时指的则是他对将事物弄得好比较这件事所操的心」。
2. 可以忍受的误差：「在人所起名、测量、描述的事情上，从见闻到理论之间，他有可能去『要求』各种程度的『吻合度』，要么他就会坚决将见闻得到的感觉当数据看」。
3. 对「意思」的搜寻：「理性有时用来表达说一个人回顾种种按部就班的规矩，是今日正渴望的一些实际的效果，而这些规矩在以往带来过的」。
4. 对替代方案和后果的分析：「理性这个术语很经常地用来提起对这样一种事实的注意，就是估量某种情境的人，他会预见到他的行动将带来什么改变」。
5. 策略：「在实际作出选择的情势之前，一个人可能会选定一套行动路径作替代，底下的条件一个不漏都要满足」。
6. 关切时间：「对时间的关切，人将事情在某时会发生的、可能的种种方式放在多重的地位上，就和这种程度有关」。
7. 可预测性：「人可能去找事情可以预测的信息，这是为了建立经验上的概念；又或者他可能尝试将他用来『定义』事情的结构，检视它们的逻辑性质，这样将情景变得可以预测……」
8. 程序的守则：「有时理性指的是程序的守则，还有一个人判定他的论断、推论、感知、形容种种有多正确，这样有关的结论」。
9. 选择：「有时是一个人在意他实际上践行选择的可能性，这样的事实；有时是他作出选择，这样的事实，这些就是理性一词通俗的意思」。
10. 选择的根底：「一个人从各种替代中践行一个选择，这么做的根底；还有他用来给一个选择解释得合法的根底，这些时时被人指出就是一个行动它理性的特质」。
11. 用形式逻辑法则作目的-手段关系的比较：「一个人可能会将经过深切思考的一套行动路径当成解决问题过程中各种步骤的排次」。
12. 语义的清楚明辨：「一个人用功处理结构在语义上的清楚程度，经常会有提到将这种用功的程度作为变量，有最大值而一定要尽量接近；解决为情境构造可信的定义这种问题时，这是所需要的步骤」。
13. 「从自己意思上看」的清楚明辨：「舒茨指出，所谓对清楚和明白的关切，可能是在关切对这个人的目的来说要足够明白这样的事」。
14. 对情境的描述和科学知识二者的相容性：「一个人所认为是『事实情况』的东西，可以允许它们根据和科学发现的主体是否相容的情况而受到批评」。

加芬克尔还提到很多时候理性表示的是「人附加在自己处事方式上的感受，例：『情感中正』『平板冷漠』『超然客观』『无所偏倚』『不带私情』。然而对本文的理论任务而言，人可能带着这样的感受投入所属的环境中，这样的事实实在无趣。不过，能引起兴味的是，人正谈论的事情或者对所发现事物的依据，他会用对所属环境的感受来将这些事情显得受欢迎些」。

#### 反身性
反身性（reflexivity）意味着社会成员参照周遭环境打磨行动，而环境自身也时刻经由这些行动而重新得到定义。加芬克尔将索引性的表达看作是关键的现象。像这类词，什么时候用或者什么地方用，意思都会随之转变。哲学家和语言学家之所以将这些词称作指示词，是因为它们指向周围环境，它们自身正是从中产出的。加芬克尔的一大贡献在于提到这类表达超出「这里」「现在」之类，而总览了社会成员之所产生的所有一切话语。按加芬克尔所强调，「索引性表达与索引的行为有着显而易见的理性特质，这种特质（是）日常生活组织有序的种种活动所持续达成的」。索引性表达流布弥漫，又有由成员指定的特性，这就意味着所有类型的行动都会通过它们之所以产生的方式，来使得自己可以得到理解。 换言之，行动有着自反性的特质，借此行动正是在它所得到生产的环境中间受到光照，获得意义。
然而，环境的背景也不应该看作是行动不能动的背景版。对反身性重要性的认识，最开始正是在研究陪审员的审议会时产生的，其中陪审员决定事情之后，他们自己又拿作出的决定反回来考量正要下定论的事情有多正确。还有其他的调研也揭示出这样的事：当事各方按照自己的表述也并不总能明白自己的意思，相反是将事情局域的顺序用口头表达出来，而收集这样的表达来得到能让表达具有连贯意味的真意。加芬克尔宣言道，实际行动如何与它们所在的环境相联系，这个问题就处在常人方法学调研的核心。今使用专业人士品尝咖啡为例说明，描述味觉的词不仅仅只是刻画，也引导着对咖啡的尝味；因此，描述词与所尝到的味道之间并不只有因果关系，见下：
咖啡⇒味觉描述词
并不是所谓方法论的帝国主义得出的：
味觉描述词⇒咖啡
而是描述词与它所描述的东西彼此决定：
味觉描述词⇔咖啡
一对描述词之间不断反身作用，所凭即在「咖啡」中寻得各自的意思，又各用以使对方表述更为明晰。游戏内部的规则、平常行动中的说理由，大略都可称是与此相类。这种找理由的反身性无处不在，含义同「反身性」一词在分析哲学中是如何使用基本毫无牵涉，同整理民族志的研究者奋力要曝光他们自身的影响之所谓「反思性民族志」（reflexive ethnography），同许多社会学家之用作「自我反思」同义词的那种「反身性」也都毫无牵涉。对于常人方法学而言，反身性是人人日常生活中实在而无法避免的特性。

#### 等排队
加芬克尔经常以等排队（service lines）为例说明常人方法学的分析法。人人都知道站成一列是什么样子，排队是我们日常社会生活的一部分，在我们每天全都参与、全都这么做的事物中，排队也是其中一分子。有人排着队我们能看出来，我们自己正「当着」排在队里一分子时，也有方法显示这个状态给人看。换句话说，队伍看着漫不经心、稀松平常，但却展现出一种从内生长出的、由成员造就出来的具体结构。一列队伍是「能见证到生产出来的社会对象」，按涂尔干的词说，就是「社会事实」。参与者的行动是什么（比如在队列里站个位置）「看得出来」，这取决于参与者所投身去做的、和其他人在最近距离上所做事情有关的事。要认出某人是在队伍里，或者我们自己要被人看出是「在排队」，这就需要注意到身体的移动、身体和其他人互相的位置、实体的环境，上述的移动也算环境。这也是我们认为行动之有索引性的另一层含义——它是在与情境相联系、在发出行为的成员的实践这些方式下看出意义的。这样的分析法可以用在任何社会事项上（例如身为女人、遵循指令、给出证明、参与谈话等等）。上述问题能代表常人方法学之希图着手研究的问题种类。特别来说，加芬克尔在1967年对一名叫作艾格妮斯（Agnes）的跨性别女性作过有名的案例研究。「加芬克尔将性事看作是社会成员通过实践行动达成的具有实践意义又不断前进的成就」，并关注「艾格妮斯一直冒着被人发现是跨性别人的风险，『过关』当上正常女性」是怎么做的。

#### 破坏性实验
按社会学家乔治·里策尔（George Ritzer），破坏性实验（Breaching experiments）指的是这样一种实验：「社会事实被人扰乱，这样就可以将人们构筑社会事实的方法揭示出来」。在加芬克尔的研究中，他鼓励学生试着做破坏性实验，为基础的常人方法学提供实例。按加芬克尔，这些实验有其重要之处，因为能帮助人们理解「日常场景中『社会所定出标准和正在定下标准的』『看到了却没注意到的』所期望的、作为背景的特性」。他在书中特别强调了不少这样的实验。
下文摘自加芬克尔《常人方法学研究》，是书中提到破坏性实验的一例：
案例三：周五晚上我丈夫和我看电视。我丈夫说了句他累了，我问：『你有多么累呢？身上累，心里累，还是说就是乏了呢？』
受试者（S）：我不知道，我猜身上，差不多吧。
实验者（E）：你的意思是肉痛还是骨头痛呢？
S：我猜吧。别这么较真了。（再看了一些电视后）
S：这些老电影里边都有老铁床，长得一样。
E：你是什么意思呢？你的意思是说所有老电影里面呢，还是一些呢，还是只说你看过的那些部呢？
S：你怎么搞的？你知道我说的什么。
E：我希望你能说得更具体一点呢。

S: 你知道我说的什么！死一边去！
今日一些社会学的教科书常表示说，破坏性实验是常人方法学探索行动之在社会上的组织时用的研究方法。然而对加芬克尔而言破坏性实验主要是教学工具，依他描述是「常人方法学课程中的教学练习」。

## 对日后研究的影响
有大量的经验研究工作开展出来，探讨加芬克尔的作品所提出的议题。
直接受到加芬克尔启发的有哈维·萨克斯（Harvey Sacks），开始研究会话互动的有序组织。这一项目和同事盖尔·杰弗逊（Gail Jefferson）、伊曼纽尔·谢格洛夫（Emanuel Schegloff）一道开创，产生出庞大丰富的研究文献。还有一组小些的文献出自萨克斯另一种兴趣，是和社会分类的实践有关。
谢格洛夫运用常人方法学的概念探究电话通讯，以及这些通讯如何影响社会互动的问题；盖尔·杰弗逊则使用常人方法学研究笑，并研究人在对话中如何知道到了可以笑的时候；约翰·赫里泰奇（John Heritage）同大卫·格雷特巴赫（David Greatbach）探究政治演说的修辞，以及这些修辞和演说者获得掌声多少的联系；斯蒂文·克莱曼（Steven Clayman）则探索听众之中倒彩是怎么产生的；菲利普·曼宁（Phillip D. Manning）、乔治·雷用常人方法学的途径研究羞赧；还有常人方法学者如格雷厄姆·巴顿（Graham Button）、R·J·安德森（R. J Anderson）、约翰·休斯（John Hughes）、韦斯·沙罗克（Wes Sharrock）、安杰拉·加西亚（Angela Garcia）、杰克·瓦伦（Jack Whalen）、D·H·齐默尔曼（D. H Zimmerman）等人都在各院所中研究常人方法学。
起初，加芬克尔呼吁对研究工作的本质进行基于常人方法学的调查。这也引起了范围宽广的研究，目标遍及各个行业，如实验室科学、法律、警务工作、医学、即兴创作爵士乐、教育、数学、哲学等等。
加芬克尔的研究引起了多种学科范围广阔的共鸣，包括社会学、语言学、性别研究、组织研究、管理学，也包括技术科学。在技术科学的领域，常人方法学的影响当可归于露西·萨奇曼（Lucy Suchman）对学习使用复印机的研究，而开始作为人工智能规划理论一种重要的评论，发挥其作用。

## 重要著作
加芬克尔所作的专著，大部是学术文章、技术报告等等，其中多数都按次序重新出版作了书籍的各个章节。不过为了充分理解加芬克尔思想的逐年发展，了解这些作品实际写下的时间也有其重要之处。《用社会学的眼光看》出版于2006年，实际上却是在为作者刚到哈佛两年时一部学位论文计划书的草稿作注解，这样写出的。《迈向信息的社会学理论》也是在加芬克尔还是学生时写就的，是1952年作者和普林斯顿组织行为学课题合作，建立在这样起草的一份报告的基础上。加芬克尔一些早期论述常人方法学的文章集成《常人方法学研究》重新出版，这个本子在社会学家中相当出名。接着加芬克尔又出版了一部经过编辑的选集，选了一些受到常人方法学启发的工作作为例子。再后来又有一部集子集合了先前出版的一些文章和一些新作发行，题名《常人方法学纲要：实践涂尔干的箴言》，后出的这本集子和《研究》联系起来，就代表着常人方法学进路最权威的阐述。加芬克尔有计划要出版一部作品，作《常人方法学纲要》的姊妹篇，当时暂且题名作《常人方法学写作者们利用常人方法学对工作和科学的研究之工作场所与文献的多样性：我们干了什么？我们学到了什么？》，这个企划一直没有完成，但一些初步的笔记集结在《人类研究》中发表。

## 延伸阅读
- Allan, K. .  . Thousand Oaks, Calif.: Pine Forge Press. 2006.
- Lemert, C. .   4. Philadelphia: Westview Press. 2010: 439–443.
- Psathas, G.  . Human Studies (Netherlands: Kluwer Academic). 2004, 27: 1–35.
- Sica, Alan. .  . Boston, MA: Pearson Education. 2005: 609–612.
- Vom Lehn, Dirk.  . Left Coast Press. 2014.ISBN 978-1-61132-980-3（纸本）；ISBN 978-1-61132-754-0（电子书）